# Чучук Стана
Чучук Стана (на сръбски: Чучук Стана; Čučuk Stana), (1795-1849/1850) е сръбска хайдутка, втора жена на Хайдут Велко и по-късно се омъжва за гръцкия боец Георгакис Олимпиос. Освен това е героиня от Сръбската епическа поезия.
Родена е през 1795 г. в село Сиколе близо до Неготин в семейство на преселници от Херцеговина. Тя има две сестри Стойна и Стамена, а по-късно се ражда и брат ѝ Михайло. Преди да порасне брат ѝ, бидейки три сестри, те носят мъжки дрехи извън къщата, защото нямат по-възрастен брат, който да ги защитава. Тя получава прякора си „Чучук“ (от турски küçük = малък) поради малкия си ръст. Завършва училище в Бела църква.
Среща се с Хайдут Велко през 1812. Двамата заживяват заедно въпреки че той има и друга съпруга, тъй като по онова време развод е практически невъзможно да се получи във време. Велко е убит през 1813 г. и тя се премества да живее в Панчево.
По-късно се омъжва за капитана и героя от Гръцката война за независимост Георгакис Олимпиос, с който се премества да живее във Влахия, а след това в Букурещ. Двамата имат три деца: Милан, Александър и Йевросима. Когато Георгакис е убит в Битката при манастира Секу в Молдавия на 23 септември 1821 г., още в началото на гръцката революция тя се премества в Хотин, Руска империя, за да осигури безопасност на децата си. В града намират убежище и други хора, участвали в сръбската революция.
След освобождаването на Гърция Стана с децата си се премества в Атина, където получава малка държавна пенсия като вдовица на героя Олимпиос. Умира през 1849 г. или 1850 г.
През 1907 г. е написана пиеса за нейния живот, а музиката към нея е композирана от Стеван Христич. През 1972 г. е направен югославски филм „Чучук Стана“, основават се на пиеса, а главната роля във филма се изпълнява от Светлана Бойкович.
През 1981 г. е издадена книга от Душица Стойкович озаглавена Čučuk Stana, 1795 – 1849 – žena Hajduk Veljka i grčkog narodnog heroja Georgakisa Olimpiosa.